# Jamesbugten
James Bay (fransk, Baie James) er et stort vandområde i den sydlige ende af Hudsonbugten i Canada. Bugten har grænser til provinserne Quebec og Ontario. Øerne i bugten hører til Nunavutprovinsen. Den største af disse øer er Akimiski Island.